# Чебаксинский сельсовет
Чебаксинский сельсовет (Чебоксинский, тат. Чабакса авыл советы, Çabaqsa awıl sovetı) — административно-территориальная единица в Казанской губернии и Татарской АССР.
Административный центр — село Чебакса.

## История
Чебаксинский сельсовет был образован 7 ноября 1918 года в составе Кощаковской волости Казанского уезда той же губернии. С 1920 года в составе той же волости Арского кантона Татарской АССР; в результате укрупнения волостей в 1924 году отошёл к Воскресенской волости. После её упразднения в 1927 году вошёл в состав Казанского района.
После разукрупнения Казанского района в 1938 году в составе Столбищенского района.
На 1956 год сельсовет состоял из двух населённых пунктов: Чебакса и Белянкино.
В 1959 году перечислен в состав Высокогорского района и в том же году упразднён; населённые пункты вошли в состав Константиновского сельсовета.

## Население
Население сельсовета составляло 1588 чел. в 1923 году, 1577 чел. в 1927 году.

## Колхозы
В 1949 году на территории сельсовета действовали 2 колхоза:
- имени Беркутова (Чебакса),
- «Красное знамя» (Белянкино).[8]

К 1956 году существовал только первый из них.